# 成都畫院民居建築

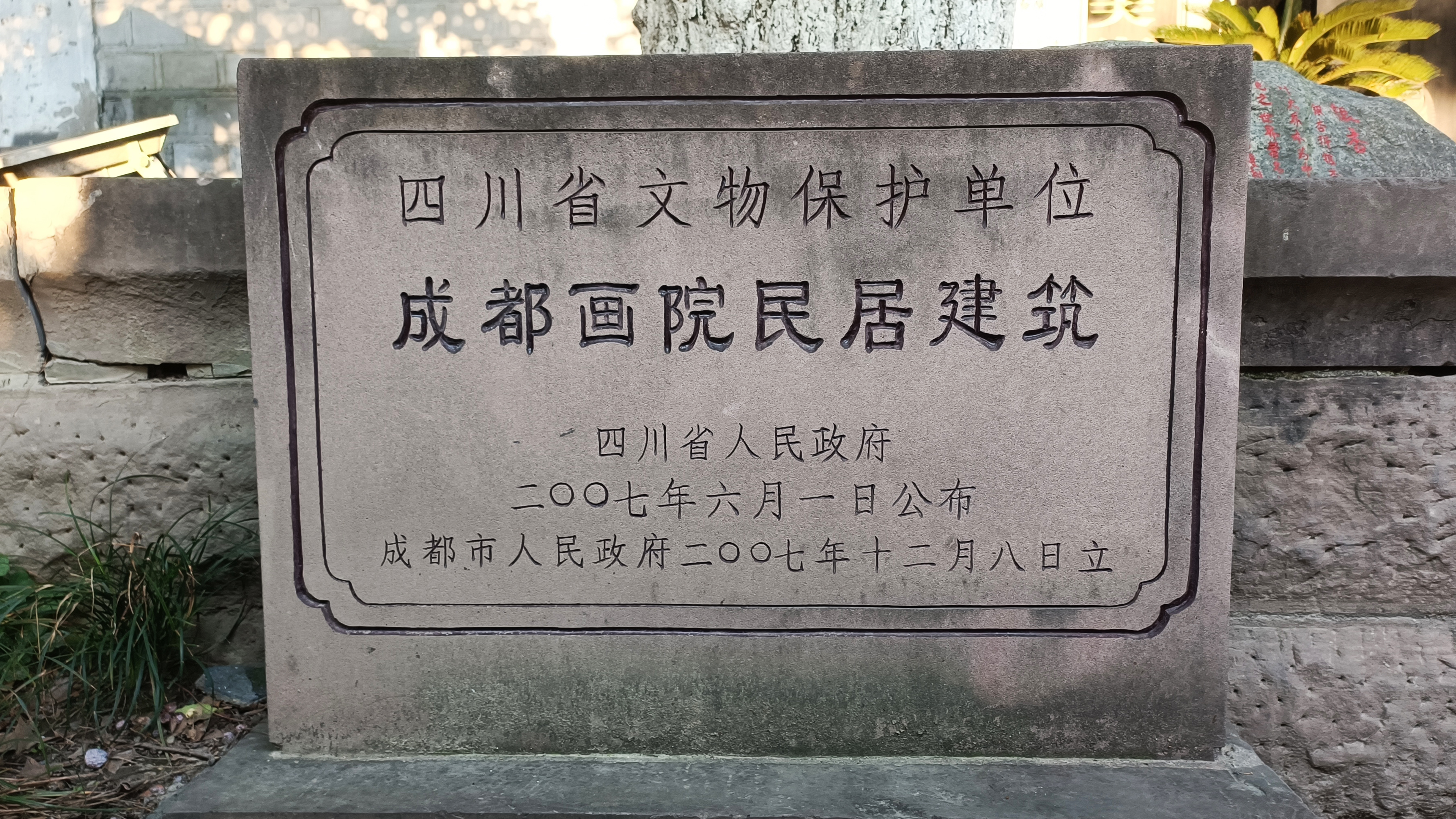
文保牌

成都畫院民居建築位於四川省成都市青羊區同仁路街86号，是一座“三进三出”的四合院式川西民居，由成都画院占用。2007年6月1日公佈為四川省第七批文物保護單位。

## 建筑
该建筑坐东朝西，东西长130米，南北50米，占地面积6500平方米，建筑面积4200平方米。它是一座四合院，有前中后三进。该建筑是市政府为了复兴历史上曾存在的蜀后主画院而搬迁至此的，原建筑本来位于成都东城，是两座晚清民居，1981年搬迁至现址青羊區支矶石街59号。